# 博林球場
烏普頓公園球場（Upton Park），正式名稱為博林球場（Boleyn Ground），是英超聯球隊韋斯咸的主場館。球場由1904年開幕使用至2016年，曾進行多次復修，現時可容納35,303人。

## 歷史
在1944年8月，一台V-1导弹落於球場草地的西南面，使球隊未能在主場作賽，但仍未有阻止韋斯咸取得九連勝的佳績。在12月，球隊重返烏普頓公園球場進行比賽，首場比賽1-0敗陣於熱刺。
球場全座共有35,303座位。

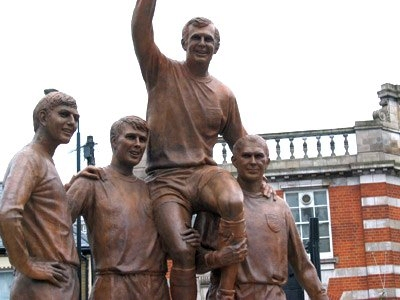
位於球場附近的1966年世界盃足球賽冠軍成員銅像

- 1995年：北看台重置6,000座位，看台又名為百年看台.
- 2001年：西看台重置15,000個全新座位，看台又名為馬汀大夫看台。看台其中兩層為尊貴包廂的韋斯咸酒店。
- 2016年8月：韋斯咸將會把主場轉移到2012年夏季奧林匹克運動會舉行的場地"倫敦奧林匹克體育場"，中文稱為"倫敦碗"。

## 看台
因1989年所發生的希斯堡慘劇，足總對所有職業球會的球場安全所新規則。於是烏普頓公園球場在1990年代初改為全座位球場。現時球場四個看台分別為「百年看台」、「卜比·摩亞看台」、「東看台」及「馬汀大夫看台」。

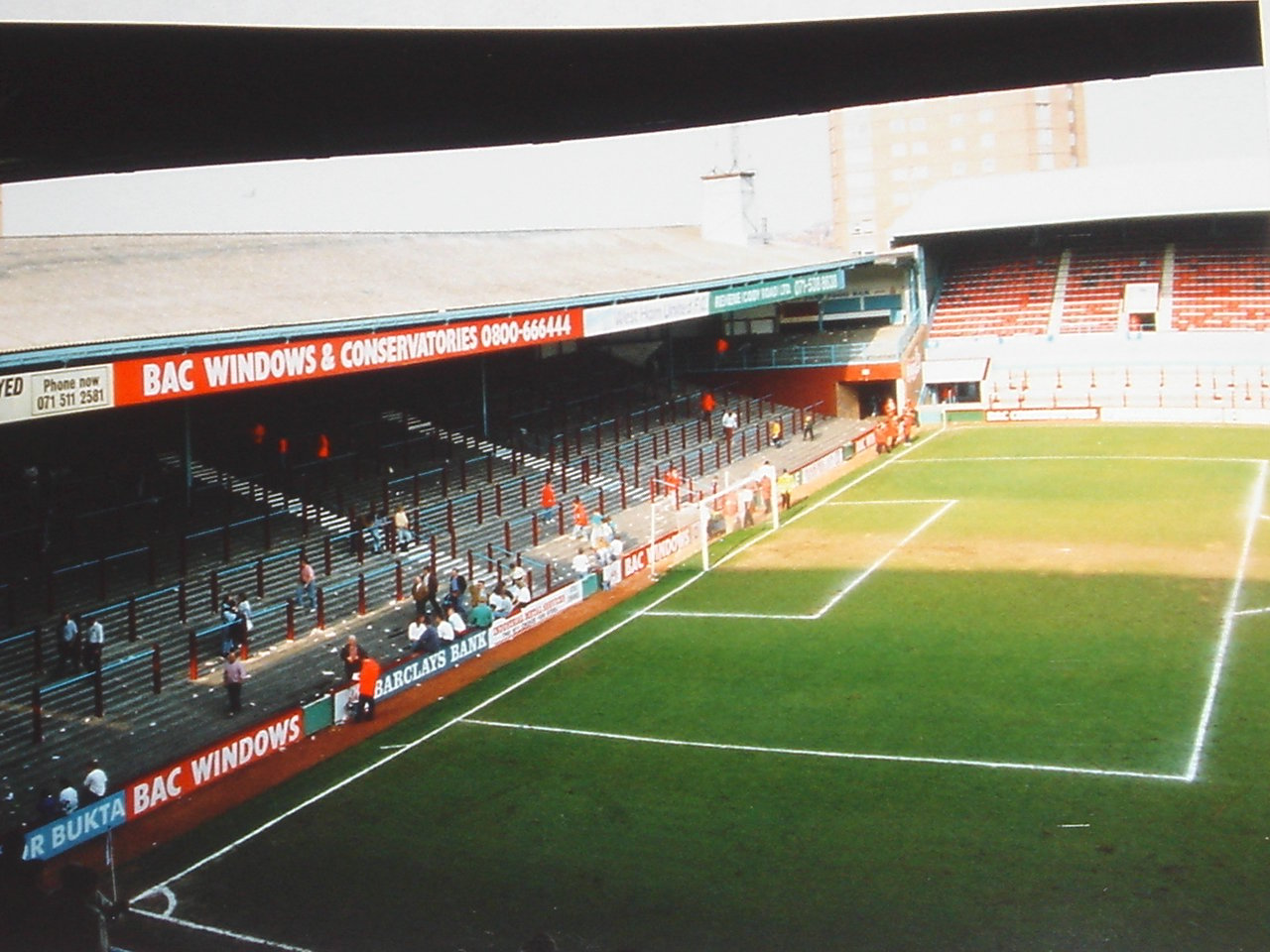
重建前的球場北部
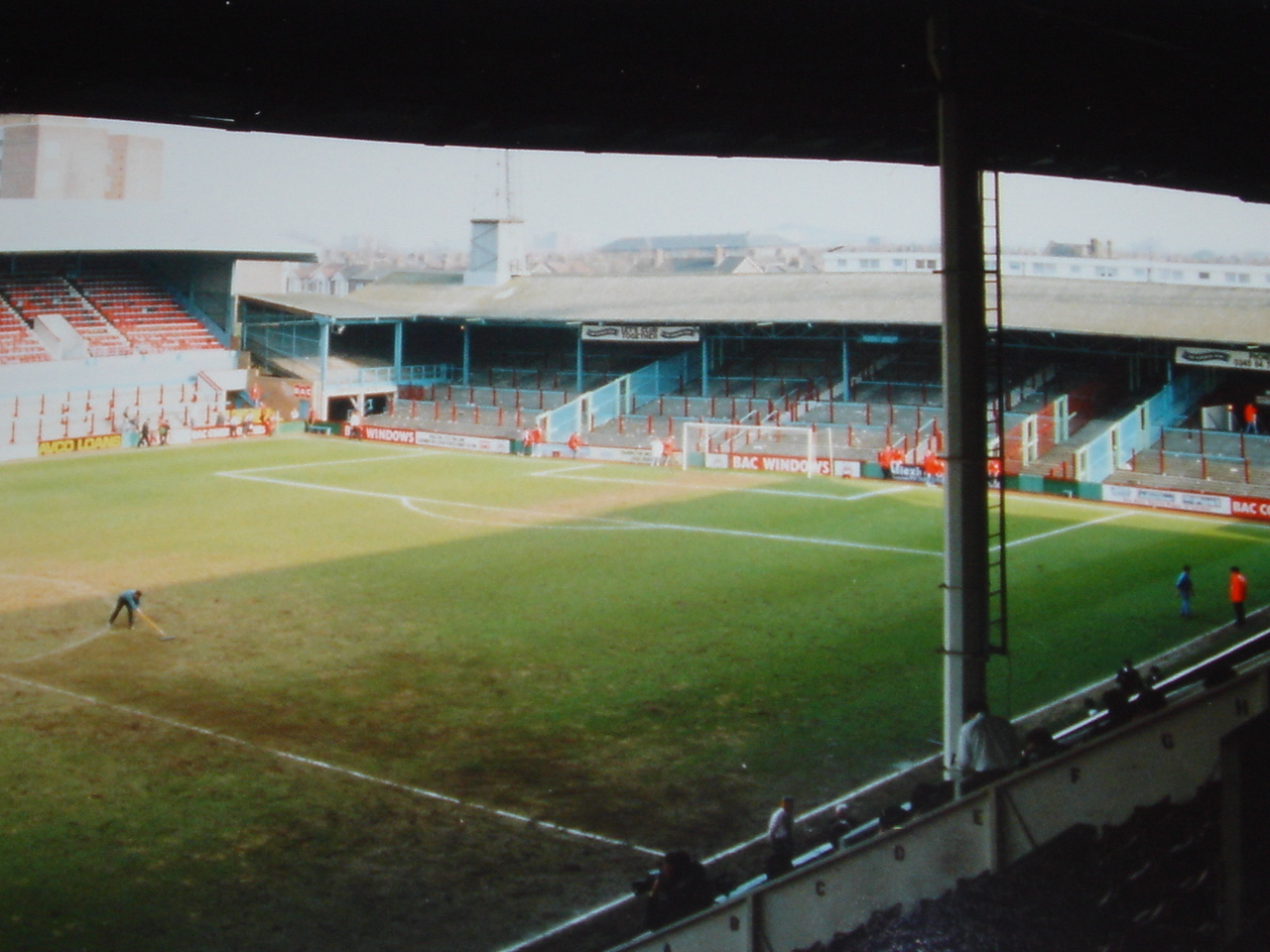
重建前的球場南部

### 百年看台/特雷弗·布鲁金爵士看台

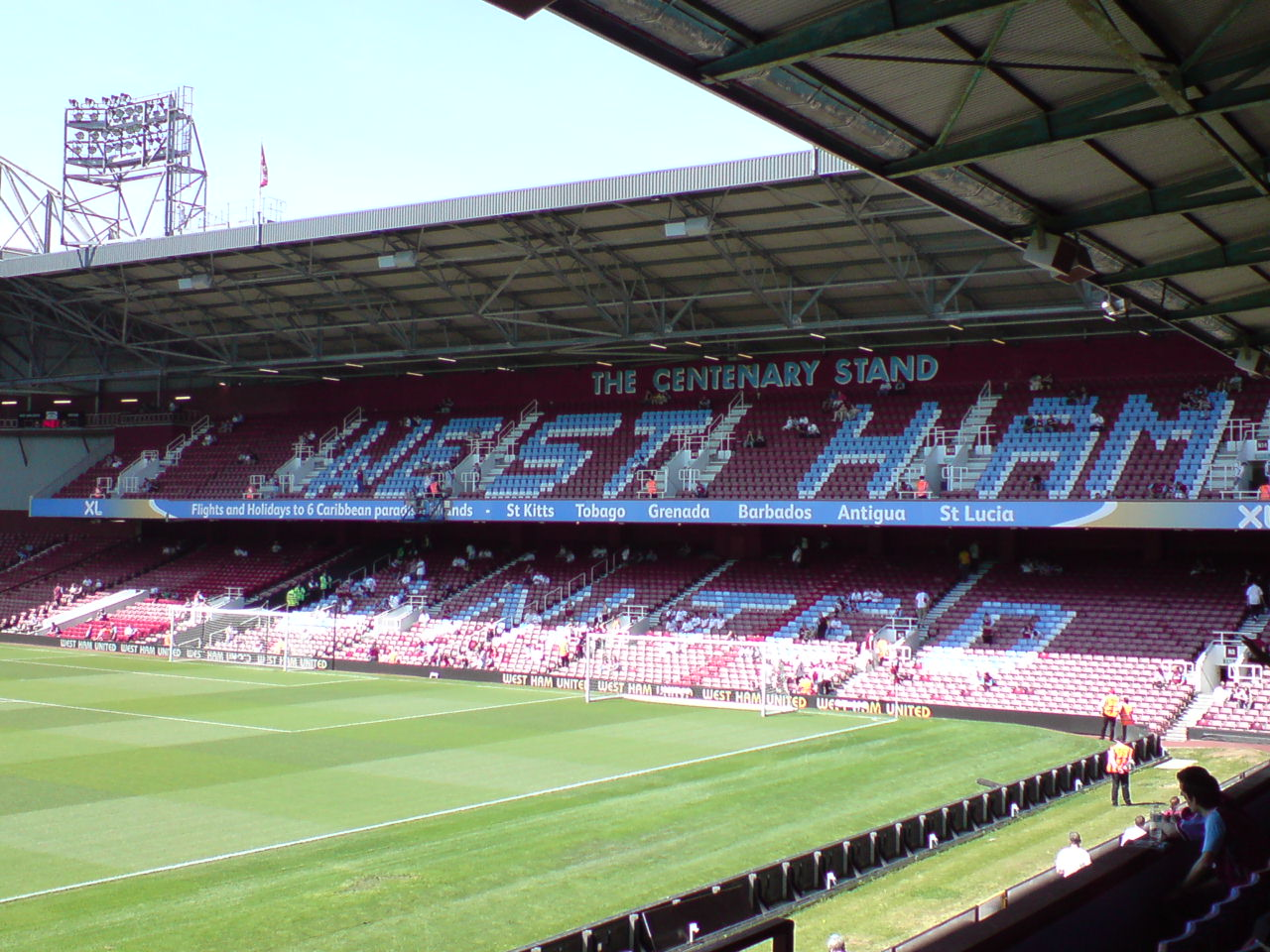
特雷弗·布鲁金爵士看台

特雷弗·布鲁金爵士看台在1995年、時逢自1895年所成立的泰晤士河鐵工廠足球會後一百週年時而興建，上下分為兩層，共有6,000個座位。上層為家庭看台，需要帶一名小孩進場方可購買此層門票。原名为百年看台，为了表彰特雷弗·布鲁金对球队的突出贡献，自2009年8月8日起，百年看台正式更名为特雷弗·布鲁金爵士看台。

### 東看台

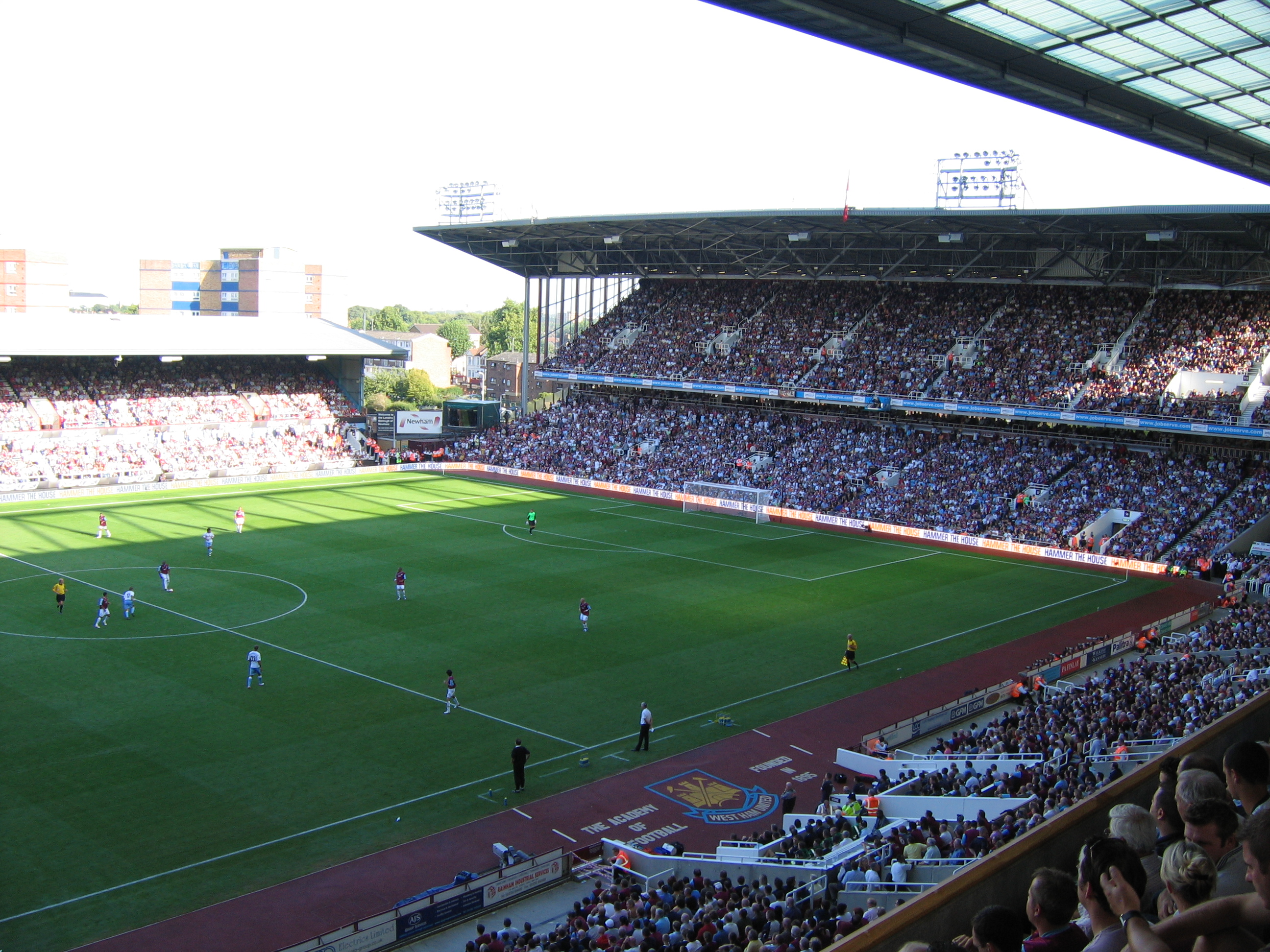
東看台（左方）及卜比·摩亞看台（右方）

東看台於1965年興建，座落於球場之遠處，電視攝影機的對面。這個看台是球場內最殘舊及最小。

### 南看台/卜比·摩亞看台
卜比·摩亞看台（南看台）在1993年興建，有9,000個座位，以滿足英足總對職業球會的球場所訂的新規管。看台的命名為紀念在興建當年逝世，球隊在1960年代中期興盛時期的傳奇隊長卜比·摩亞（Bobby Moore）。看台共有兩層，每層的坐位顏色砌成韋斯咸的英文名稱橫貫整個看台。下層看台與百年看台一樣主要供熱情的主場球迷進場觀戰，站立及高歌支持主隊。在上層與下職之間設有行政廂房，同時亦設置一個數字時計。看台於2001年馬丁大夫看台落成後曾作小規模翻新，在兩座看台之間設置第二座LCD屏幕，更在連接的角落增加坐位。

### 西看台/馬汀大夫看台

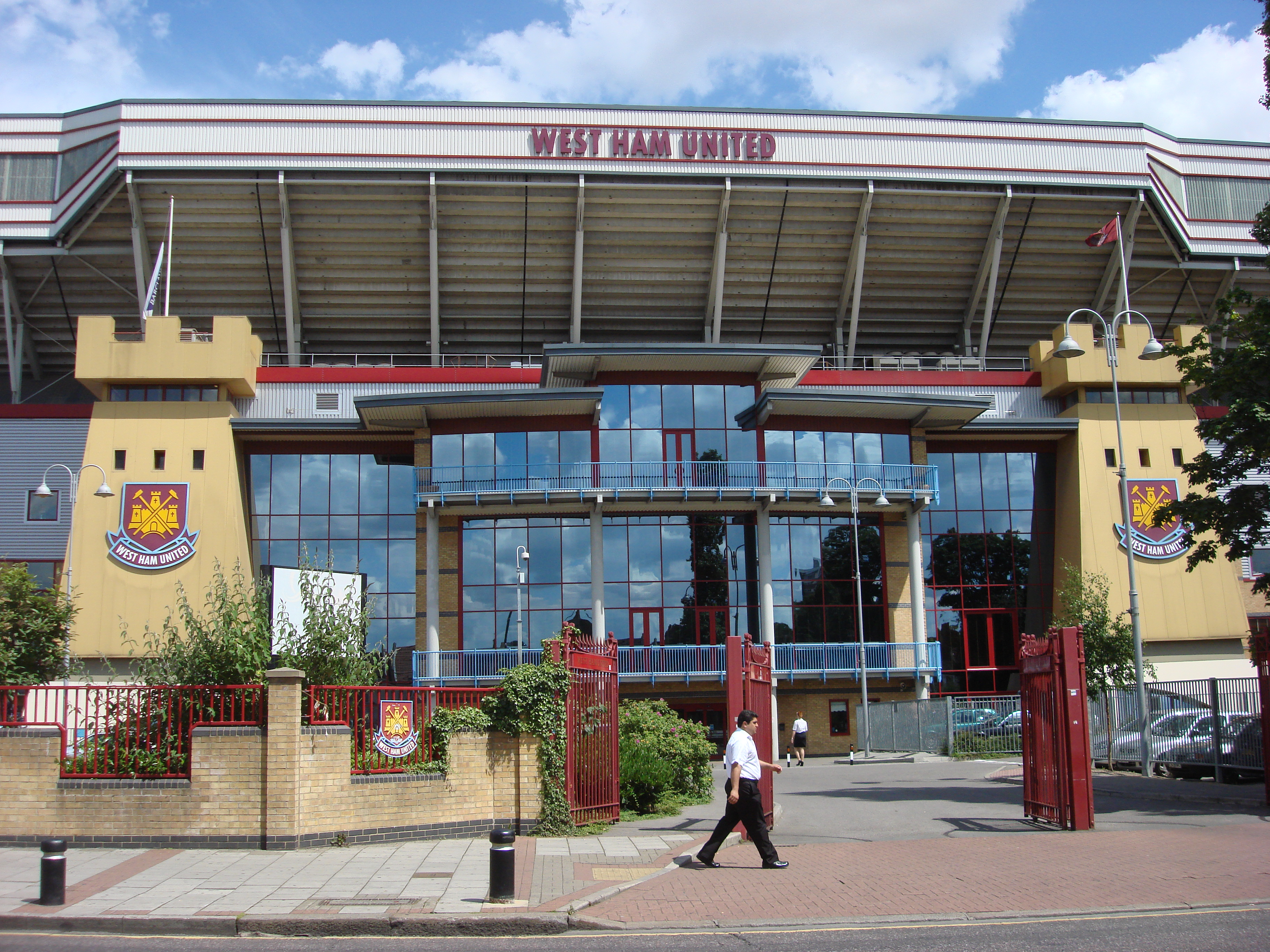
馬汀大夫看台

馬汀大夫看台（西看台）建於2001年，是球場內最新興建及擁有15,000個座位的看台。球場座位數目由26,000個提升至35,647個，是烏普頓公園球場的主看台，設有兩層看台供購票入座的主場球迷，在兩層看台之間置有兩層行政廂房，而球會的辦公室、董事會室、套房、更衣室、精品店、球會博物館及全新的韋斯咸酒店（West Ham United Hotel）全部在這座建築物內。它亦是倫敦內最大的單一足球場看台，在看台外牆建有兩座別具特色的巨型塔樓，其上各鑲嵌有球會的會徵。看台兩端分別連接百年看台及卜比·摩亞看台的角落設有積分板，顯示即時比數及比賽時間。
2009年赞助合同结束后改回“西看台”的旧称。

## 門票
韋斯咸把在英超聯比賽日門票分為A類及B類，兩類的比賽定價不同。A類比賽主要是迎戰阿仙奴、車路士、利物浦、曼聯及熱刺，票價較高。而其餘十四隊的比賽則為B類，票價較低。
十六歲以下的支持者可以在一賽季享用三次特別優惠，只需用£1購買門票便可進場。韋斯咸青少年球迷會（Junior Hammers Club）會員，每個賽季可獲得兩場JHC會員比賽的免費門票。

## 拆除
球场在2016年以4000万英镑价格出售，开发商计划于2018年建成838户住宅、零售店和休闲设施，并透露了建造鲍比摩尔雕像和以他命名的景观花园的可能性。但该计划因只包含51套“保障性住房”（affordable housing）而引起争议。后来开发商将“保障性住房”的比例提高到25%。
2016年3月，球场拆除工作开始，球场的大门被移走，用于伦敦奥林匹克体育场。7月，座椅拆卸完毕。8月，球场所有权移交给邦瑞地产。9月28日，博林球场举办了一场慈善赛，随后开始了拆除工作。球场的部分砖头被出售给球迷供纪念。2018年9月，球场基本拆除完毕。